# Calymmodon kinabaluensis
Calymmodon kinabaluensis är en stensöteväxtart som beskrevs av Barbara S. Parris. Calymmodon kinabaluensis ingår i släktet Calymmodon och familjen Polypodiaceae. Inga underarter finns listade.